# Grupo de Forcados Amadores do Aposento da Moita
O Grupo de Forcados Amadores do Aposento da Moita é um grupo de forcados da Vila da Moita do Ribatejo fundado a 25 de Maio de 1975. A Vila da Moita tem uma longa História ligada à forcadagem e à cultura tauromáquica, tendo dois grupos de forcados activos.

## História
Os Amadores do Aposento da Moita surgiram a partir de uma secessão do Grupo de Forcados Amadores da Moita, até então o único grupo de forcados na Moita do Ribatejo. Foi Cabo fundador do Aposento da Moita José Manuel Pires da Costa. O grupo teve ainda como elementos fundadores, todos saídos dos Amadores da Moita, os seguintes: Eduardo Costa, João Campos “Bão”, António Saramago, António e Joaquim Dias, Manuel e Valentim Caturra, António Cruz, João  Flores e Jacinto Neves “Padeiro”.  
Em 1994 o Grupo terminou a temporada tauromáquica no topo do ranking de forcados por número de actuações. 
O Grupo do Aposento da Moita regista na sua História actuações em diversos países tauromáquicos, como Portugal, Espanha e França.

## Cabos
1. José Manuel Pires da Costa (1975–1986)
2. Manuel Maria Vieira Duque (1986–1990)
3. João Manuel de Freitas Simões (1986–2000)
4. Hélder Mourão Costa Queiroz (2000–2006)
5. Tiago Fernandes Bento Ribeiro (2006–2013)
6. José Pedro Pires da Costa (2013–2016)
7. José Maria Bettencourt (2016–2018)
8. Leonardo de Queiroz Mathias (2018–presente)